# Hornslamslända
Hornslamslända (Brachycercus harrisella) är en slända i ordningen dagsländor. Dagsländor har en utveckling från ägg till imago som innefattar ett vattenlevande nymfstadium och lever endast en kort tid som fullbildade insekter. I hornslamsländas fall lever nymferna på grunda sandbottnar i floder och åar. Nymfernas längd är 6-9 millimeter och den fullbildade insekten har ungefär samma storlek. Kännetecknande för hornslamsländas nymfer är förekomsten av bakåtriktade utskott på kroppssegmentens kanter och tre piggartade utskott på huvudet.

## Utbredning
Hornslamsländan har spridd utbredning i Europa. I Sverige är den rödlistad som sårbar och den betraktas som sällsynt även i Norge och Finland. Hot mot arten är vattenreglering och igenväxning av de vattendrag där den lever.